# Grande Prêmio de San Marino de 1989
Resultados do Grande Prêmio de San Marino de Fórmula 1 realizado em Imola em 23 de abril de 1989. Segunda etapa do campeonato, foi vencido pelo brasileiro Ayrton Senna, que subiu ao pódio junto a Alain Prost numa dobradinha da McLaren-Honda, com Alessandro Nanini em terceiro pela Benetton-Ford.

## Resumo

### McLaren larga na primeira fila
"Sem dúvida é algo especial fazer cinco poles seguidas num mesmo circuito. É um novo recorde e todo recorde é especial para mim". Com apenas uma frase, Ayrton Senna resumiu o panorama do último treino antes da corrida em Imola onde, a exemplo do ocorrido em 1988, a McLaren capturou a primeira fila com ele na frente de Alain Prost. Em terceiro lugar estava a Ferrari de Nigel Mansell, sendo que o "leão" teria ao seu lado a Williams de Riccardo Patrese. Repetindo a proximidade entre Maranello e Grove, Gerhard Berger e Thierry Boutsen vieram a seguir. Em sétimo lugar terminou o italiano Alessandro Nanini, cuja Benetton superou a Lotus do tricampeão Nelson Piquet. Embora as Williams tenham sido mais rápidas entre o contorno da Piratella e o fim da reta, o motor Honda impulsionou os bólidos da McLaren nas saídas de curva, razão pela qual as máquinas do time de Woking largarão em primeiro após uma tarde sem chuva, ao contrário de sexta-feira.
Décimo oitavo no grid, o piloto Gabriele Tarquini ficou sem lugar na Fórmula 1 em 1989 quando o carro da FIRST Racing foi reprovado no teste de impacto exigido pela FISA, todavia a AGS contratou o italiano de Giulianova como substituto de Philippe Streiff, acidentado numa sessão de testes no Autódromo de Jacarepaguá dias antes do Grande Prêmio do Brasil.
No domingo a largada aconteceu sem surpresas, afinal os seis primeiros mantiveram as posições obtidas no treino do dia anterior e assim permaneceram durante três voltas quando algo pavoroso deixou toda a Fórmula 1 em estado de choque.

### Berger vítima da Tamburello
Ao iniciar a quarta volta, a Ferrari de Gerhard Berger passou em linha reta ao invés de contornar a veloz, temida e perigosa Curva Tamburello. Em pouco tempo, o bólido vermelho atingiu o muro de concreto que delimita o local, batendo de frente e de lado a uma velocidade entre 250 e 280 km/h, esfacelando-se e explodindo em chamas antes de parar. Temendo pela vida do austríaco, o resgate chegou ao local em treze segundos e em apenas dez apagaram a bola de fogo.
Gerhard Berger estava consciente e foi enviado ao Hospital Maggiore de Bolonha. Lá uma bateria de exames diagnosticou uma fissura nas costelas e outra no ombro (ambas no lado direito de seu corpo), mas não havia sinais de intoxicação por fumaça, lesões internas ou danos cerebrais, embora ele tivesse queimaduras nas mãos, peitos e braços devido ao combustível derramado sobre ele, pois os tanques da Ferrari situavam-se na lateral do carro, ao contrário das outras equipes. Liberado pelos médicos, o piloto seguiu para a cidade austríaca de Innsbruck, onde concluiria seu tratamento.
Vítima da Tamburello em 1º de maio de 1987, quando corria pela Williams, Nelson Piquet vaticinouː "No meu acidente, rodei e bati. Ele saiu reto. Foi problema mecânico, sem dúvida". As imagens disponíveis eximiram Berger de qualquer responsabilidade. Piloto do time de Frank Williams, o belga Thierry Boutsen estava atrás da Ferrari e teria visto o aerofólio traseiro colapsar. "O carro se tornou incontrolável", disse Berger ao ser resgatado da pilha de destroços fumegantes que antes eram a Ferrari. "Quando percebi que o carro estava descontrolado, tirei as mãos do volante. Perdi a memória por um instante e, quando dei por mim, o carro estava em chamas", afirmou ele dias após a infausta ocorrência.

### Senna quebra acordo e vence
Suspensa durante quase uma hora, a prova samarinesa teria o seu resultado conhecido mediante a soma dos tempos das três primeiras voltas com o obtido no percurso remanescente. Alain Prost saiu-se melhor na "relargada" e pulou na liderança sem preocupação aparente com Ayrton Senna, que superou o rival poucos metros adiante, na freada da Tosa. Dutante vinte e uma voltas, a elite da prova quedou inalterada, com os pilotos da McLaren alternando a volta mais rápida entre si, com a Ferrari de Nigel Mansell e a Williams de Riccardo Patrese também repetindo as posições da largada anterior, enquanto Alessandro Nanini, Nelson Piquet, Derek Warwick e Thierry Boutsen vinham a seguir. No quesito "prejuízo", nenhum piloto superou Ivan Capelli, que largou em décimo terceiro e ganhou seis posições antes do acidente com Gerhard Berger, mas na nova largada o italiano da March rodou e ficou a pé.
Antes da trigésima volta, o motor da Williams deixou Riccardo Patrese pelo caminho, assim como um defeito no câmbio semiautomático da Ferrari encerrou o domingo de Nigel Mansell e o motor da Lotus traiu Nelson Piquet mais uma vez. Mesmo quem ficou na pista teve dissabores mecânicosː "Depois de 15, 20 voltas, houve um problema com o câmbio e as marchas começaram a pular no final da reta. Com isso, os freios passaram a ser muito exigidos, e Alain se aproximou", diria Senna ao final da corrida. Impedido de acelerar a plena força, o líder da prova tratou de colocar alguns retardatários entre ele e seu companheiro de equipe, todavia Prost estava resoluto em superar o rival e logo a diferença caiu de sete para seis e depois cinco segundos na volta quarenta e um.
Com a McLaren nas melhores posições, as atenções do público foram divididas com o restante do pelotão e nele o terceiro lugar de Alessandro Nanini caía como uma luva para os 50 Grandes Prêmios da Benetton na Fórmula 1 enquanto Thierry Boutsen era o quarto colocado e não corria qualquer risco, pois um vazamento de óleo forçou Derek Warwick a diminuir seu ritmo. De todas as posições na zona de pontuação, a mais volátil foi a sexta, ora ao alcance de Eddie Cheever, Nicola Larini (oriundo da pré-classificação, o italiano abandonou na volta 52 devido a uma falha nos freios da Osella ao bater no muro de proteção após contornar a Rivazza) e Alex Caffi antes de cair no colo de Jonathan Palmer.
Guiando fora de seu estilo cauteloso, Alain Prost continuava a pressionar Ayrton Senna, que negociava melhor suas ultrapassagens sobre os retardatários. Ademais, o ritmo forte do francês causou bolhas nos seus pneus e isso foi decisivo para o erro cometido por Prost na quadragésima quarta volta, quando rodou ao frear na curva Taguardo, elevando a vantagem de seu rival para vinte e dois segundos. Livre da perseguição de sua maior nêmese, Ayrton Senna pôde dosar o ritmo e vencer a corrida com brandura. Em segundo lugar, o bicampeão Alain Prost trazia consigo a volta mais rápida da prova como evidência de que deu o máximo de si a fim de derrotar seu adversário, enquanto Alessandro Nanini cruzou em terceiro e subiu ao pódio pela Benetton. Em quarto lugar, Thierry Boutsen repetiu o resultado do ano anterior, embora tenha sido originalmente desclassificado da porfia, sanção revertida algum tempo depois mediante um recurso interposto pela Williams, enquanto Derek Warwick foi o quinto com a Arrows e Jonathan Palmer terminou em sexto lugar, minorando a vergonha da Tyrrell, cujo outro piloto, o veterano Michele Alboreto, não se classificou para a corrida. Esta foi a primeira vitória do motor V10 na Fórmula 1, a quinquagésima vitória brasileira e a décima quinta de Ayrton Senna na categoria, fazendo-o superar Graham Hill, Jack Brabham e Emerson Fittipaldi.
Graças aos resultados do dia, Alain Prost assumiu a liderança do mundial de pilotos com 12 pontos, três a mais que os vice-líderes Ayrton Senna e Nigel Mansell. Entre os construtores, a McLaren saboreava os louros da vigésima dobradinha de sua história, liderando a tabela com 21 pontos, mais que a soma dos resultados de Ferrari (nove pontos) e Benetton (oito pontos).

### Guerra entre dois campeões
"Os dois discutiram ferozmente e pensei até que iam se engalfinhar", disse para a imprensa um comissário a respeito de uma discussão entre os pilotos da McLaren no fim da corrida. Iracundo, Alain Prost acusou Ayrton Senna de quebrar um acordo firmado antes da prova em Imola. "Se eu quisesse, você nunca teria me ultrapassado. Só passou porque pensei que, agora, estava lidando com uma pessoa de palavra. Você continua o mesmo do ano passado", bradou o francês. Hidrófobo, ele discutiu rispidamente com Ron Dennis no motorhome da McLaren enquanto esmurravam a mesa e deixou o circuito sem participar da coletiva agendada para quem subiu ao pódio. "Como de hábito, não havia ordem de preferências. Estamos muito satisfeitos em conquistar 15 pontos", limitou-se a dizer o chefão da equipe alvirrubra. Questionado sobre a manobra controversa, Ayrton Senna apenas descreveu a ultrapassagem sobre o rival ressaltando tê-la executado num momento propício e em local seguro, sem assumir riscos. Senna, entretanto, jamais contestou a existência de um "acordo de cavalheiros" entre ele e Prost.
Quando Ayrton Senna espremeu Alain Prost contra o muro na largada do Grande Prêmio de Portugal de 1988 no Autódromo do Estoril, a McLaren percebeu os riscos de uma manobra afoita. Mesmo assim, uma barbeiragem de Senna no Grande Prêmio do Brasil no ano seguinte, o impediu de lutar pela vitória. Diante disso, ele propôs ao seu companheiro de equipe que não se enfrentassem na primeira volta das corridas, temendo prejudicar novamente a McLaren. Porém, a dinâmica dos fatos mostrou que os centuriões de Woking pensavam de forma opostaː Alain Prost considerou a nova largada em Ímola como um evento pretérito, razão pela qual o brasileiro deveria manter a palavra, mas Ayrton Senna julgava inequívoco o seu direito à liderança, afinal estava em primeiro lugar quando agitaram a bandeira vermelha. Apegado ao teor literal do acordo, o francês rejeitou a "interpretação criativa" dada por Senna e fez prevalecer sua tese quando "Ron Dennis chamou os dois para uma reunião no Autódromo de Pembrey (País de Gales) durante um teste, e foi duro com o brasileiro, que, segundo consta, foi às lágrimas e pediu desculpas".
Graças à intervenção de seu comandante, a crise na McLaren foi debelada em seu nascedouro, mas Alain Prost pôs tudo a perder quando recorreu ao L'Équipe e expôs o teor da reunião, enfatizando as críticas acerbas a Ayrton Senna. Este, sentindo-se livre após o fim do novo "acordo de cavalheiros" mediado por Ron Dennis, rompeu suas relações com Alain Prost e elevou a rivalidade entre ambos a escalas inimagináveis. "O acidente com o Berger e o Patrese no Brasil foi culpa minha. Mas o erro mais grave que cometi foi em Ímola. Propus ao Prost um pacto de não nos atacarmos na primeira volta e, no entanto, o ultrapassei antes da primeira curva. Ofereci a ele o punhal que depois enterrou em mim", admitiu Senna quando o campeonato de 1989 já havia terminado.

## Classificação

### Pré-classificação
| Pos. | N.º | Piloto                | Construtor      | Tempo    | Dif.    |
| ---- | --- | --------------------- | --------------- | -------- | ------- |
| 1    | 8   | Stefano Modena        | Brabham-Judd    | 1:27.350 | —       |
| 2    | 7   | Martin Brundle        | Brabham-Judd    | 1:28.197 | + 0.747 |
| 3    | 21  | Alex Caffi            | Dallara-Ford    | 1:29.346 | + 1.996 |
| 4    | 17  | Nicola Larini         | Osella-Ford     | 1:29.787 | + 2.437 |
| 5    | 37  | Bertrand Gachot       | Onyx-Ford       | 1:30.384 | + 3.034 |
| 6    | 33  | Gregor Foitek         | EuroBrun-Judd   | 1:30.620 | + 3.270 |
| 7    | 18  | Piercarlo Ghinzani    | Osella-Ford     | 1:30.631 | + 3.281 |
| 8    | 36  | Stefan Johansson      | Onyx-Ford       | 1:30.647 | + 3.297 |
| 9    | 41  | Joachim Winkelhock    | AGS-Ford        | 1:32.071 | + 4.721 |
| 10   | 32  | Pierre-Henri Raphanel | Coloni-Ford     | 1:32.267 | + 4.917 |
| 11   | 35  | Aguri Suzuki          | Zakspeed-Yamaha | 1:32.287 | + 4.937 |
| 12   | 34  | Bernd Schneider       | Zakspeed-Yamaha | 1:32.855 | + 5.485 |
| 13   | 39  | Volker Weidler        | Rial-Ford       | 1:36.480 | + 9.130 |

### Treinos classificatórios
| Pos.    | N.º | Piloto             | Construtor       | Q1       | Q2       | Grid    |
| ------- | --- | ------------------ | ---------------- | -------- | -------- | ------- |
| 1       | 1   | Ayrton Senna       | McLaren-Honda    | 1:42.939 | 1:26.010 | —       |
| 2       | 2   | Alain Prost        | McLaren-Honda    | 1:44.538 | 1:26.235 | + 0.225 |
| 3       | 27  | Nigel Mansell      | Ferrari          | 1:49.665 | 1:27.652 | + 1.642 |
| 4       | 6   | Riccardo Patrese   | Williams-Renault | 1:47.486 | 1:27.920 | + 1.910 |
| 5       | 28  | Gerhard Berger     | Ferrari          | 1:42.781 | 1:28.089 | + 2.079 |
| 6       | 5   | Thierry Boutsen    | Williams-Renault | 1:49.451 | 1:28.308 | + 2.298 |
| 7       | 19  | Alessandro Nannini | Benetton-Ford    | 1:45.536 | 1:28.854 | + 2.844 |
| 8       | 11  | Nelson Piquet      | Lotus-Judd       | 1:48.124 | 1:29.057 | + 3.047 |
| 9       | 21  | Alex Caffi         | Dallara-Ford     | 1:48.868 | 1:29.069 | + 3.059 |
| 10      | 26  | Olivier Grouillard | Ligier-Ford      | 1:47.371 | 1:29.104 | + 3.094 |
| 11      | 23  | Pierluigi Martini  | Minardi-Ford     | 1:47.321 | 1:29.152 | + 3.142 |
| 12      | 9   | Derek Warwick      | Arrows-Ford      | 1:47.859 | 1:29.281 | + 3.271 |
| 13      | 16  | Ivan Capelli       | March-Judd       | 1:48.178 | 1:29.385 | + 3.375 |
| 14      | 17  | Nicola Larini      | Osella-Ford      | 1:47.577 | 1:29.485 | + 3.475 |
| 15      | 24  | Luis Pérez-Sala    | Minardi-Ford     | 1:46.800 | 1:29.503 | + 3.493 |
| 16      | 22  | Andrea de Cesaris  | Dallara-Ford     | 1:53.681 | 1:29.669 | + 3.659 |
| 17      | 8   | Stefano Modena     | Brabham-Judd     | 1:48.415 | 1:29.761 | + 3.751 |
| 18      | 40  | Gabriele Tarquini  | AGS-Ford         | 1:48.795 | 1:29.913 | + 3.903 |
| 19      | 15  | Maurício Gugelmin  | March-Judd       | 1:52.119 | 1:30.163 | + 4.153 |
| 20      | 30  | Philippe Alliot    | Lola-Lamborghini | 2:00.293 | 1:30.168 | + 4.158 |
| 21      | 10  | Eddie Cheever      | Arrows-Ford      | 1:45.375 | 1:30.233 | + 4.223 |
| 22      | 7   | Martin Brundle     | Brabham-Judd     | 1:46.279 | 1:30.271 | + 4.261 |
| 23      | 20  | Johnny Herbert     | Benetton-Ford    | 2:05.126 | 1:30.347 | + 4.337 |
| 24      | 12  | Satoru Nakajima    | Lotus-Judd       | 1:46.483 | 1:30.697 | + 4.687 |
| 25      | 3   | Jonathan Palmer    | Tyrrell-Ford     | 1:51.229 | 1:30.928 | + 4.918 |
| 26      | 29  | Yannick Dalmas     | Lola-Lamborghini | 1:58.083 | 1:31.137 | + 5.127 |
| 27      | 4   | Michele Alboreto   | Tyrrell-Ford     | 1:51.329 | 1:31.206 | + 5.196 |
| 28      | 25  | René Arnoux        | Ligier-Ford      | 1:48.091 | 1:31.268 | + 5.258 |
| 29      | 38  | Christian Danner   | Rial-Ford        | 1:47.967 | 1:31.341 | + 5.331 |
| 30      | 31  | Roberto Moreno     | Coloni-Ford      | 1:50.947 | 1:31.775 | + 5.765 |
| Fontes: |     |                    |                  |          |          |         |

### Corrida
| Pos.    | N.º | Piloto                | Construtor       | Voltas | Tempo/Diferença        | Grid | Pontos     |
| ------- | --- | --------------------- | ---------------- | ------ | ---------------------- | ---- | ---------- |
| 1       | 1   | Ayrton Senna          | McLaren-Honda    | 58     | 1:26:51.245            | 1    | 9          |
| 2       | 2   | Alain Prost           | McLaren-Honda    | 58     | + 40.225               | 2    | 6          |
| 3       | 19  | Alessandro Nannini    | Benetton-Ford    | 57     | + 1 volta              | 7    | 4          |
| 4       | 5   | Thierry Boutsen       | Williams-Renault | 57     | + 1 volta              | 6    | 3          |
| 5       | 9   | Derek Warwick         | Arrows-Ford      | 57     | + 1 volta              | 12   | 2          |
| 6       | 3   | Jonathan Palmer       | Tyrrell-Ford     | 57     | + 1 volta              | 25   | 1          |
| 7       | 21  | Alex Caffi            | Dallara-Ford     | 57     | + 1 volta              | 9    |            |
| 8       | 40  | Gabriele Tarquini     | AGS-Ford         | 57     | + 1 volta              | 18   |            |
| 9       | 10  | Eddie Cheever         | Arrows-Ford      | 56     | + 2 voltas             | 21   |            |
| 10      | 22  | Andrea de Cesaris     | Dallara-Ford     | 56     | + 2 voltas             | 16   |            |
| 11      | 20  | Johnny Herbert        | Benetton-Ford    | 56     | + 2 voltas             | 23   |            |
| 12      | 17  | Nicola Larini         | Osella-Ford      | 52     | Spun off               | 14   |            |
| Ret     | 7   | Martin Brundle        | Brabham-Judd     | 51     | Injeção de combustível | 22   |            |
| NC      | 12  | Satoru Nakajima       | Lotus-Judd       | 46     | Não classificado       | 24   |            |
| Ret     | 24  | Luis Pérez-Sala       | Minardi-Ford     | 43     | Spun off               | 15   |            |
| Ret     | 15  | Maurício Gugelmin     | March-Judd       | 39     | Transmissão            | 19   |            |
| Ret     | 11  | Nelson Piquet         | Lotus-Judd       | 29     | Motor                  | 8    |            |
| Ret     | 27  | Nigel Mansell         | Ferrari          | 23     | Câmbio                 | 3    |            |
| Ret     | 6   | Riccardo Patrese      | Williams-Renault | 21     | Motor                  | 4    |            |
| Ret     | 8   | Stefano Modena        | Brabham-Judd     | 19     | Spun off               | 17   |            |
| Ret     | 23  | Pierluigi Martini     | Minardi-Ford     | 6      | Câmbio                 | 11   |            |
| DSQ     | 26  | Olivier Grouillard    | Ligier-Ford      | 4      | Reparo ilegal do carro | 10   | [ nota 2 ] |
| Ret     | 28  | Gerhard Berger        | Ferrari          | 3      | Acidente               | 5    |            |
| Ret     | 16  | Ivan Capelli          | March-Judd       | 1      | Spun off               | 13   |            |
| Ret     | 30  | Philippe Alliot       | Lola-Lamborghini | 0      | Pane elétrica          | 20   |            |
| Ret     | 29  | Yannick Dalmas        | Lola-Lamborghini | 0      | Pane elétrica          | 26   |            |
| DNQ     | 4   | Michele Alboreto      | Tyrrell-Ford     |        |                        |      |            |
| DNQ     | 25  | René Arnoux           | Ligier-Ford      |        |                        |      |            |
| DNQ     | 38  | Christian Danner      | Rial-Ford        |        |                        |      |            |
| DNQ     | 31  | Roberto Moreno        | Coloni-Ford      |        |                        |      |            |
| DNPQ    | 37  | Bertrand Gachot       | Onyx-Ford        |        |                        |      |            |
| DNPQ    | 33  | Gregor Foitek         | EuroBrun-Judd    |        |                        |      |            |
| DNPQ    | 18  | Piercarlo Ghinzani    | Osella-Ford      |        |                        |      |            |
| DNPQ    | 36  | Stefan Johansson      | Onyx-Ford        |        |                        |      |            |
| DNPQ    | 41  | Joachim Winkelhock    | AGS-Ford         |        |                        |      |            |
| DNPQ    | 32  | Pierre-Henri Raphanel | Coloni-Ford      |        |                        |      |            |
| DNPQ    | 35  | Aguri Suzuki          | Zakspeed-Yamaha  |        |                        |      |            |
| DNPQ    | 34  | Bernd Schneider       | Zakspeed-Yamaha  |        |                        |      |            |
| DNPQ    | 39  | Volker Weidler        | Rial-Ford        |        |                        |      |            |
| Fontes: |     |                       |                  |        |                        |      |            |

## Tabela do campeonato após a corrida
| Pos.    | Piloto            | Pontos |
| ------- | ----------------- | ------ |
| 1       | Alain Prost       | 12     |
| 2       | Ayrton Senna      | 9      |
| 3       | Nigel Mansell     | 9      |
| 4       | Alessandro Nanini | 5      |
| 5       | Mauricio Gugelmin | 4      |
| Fontes: |                   |        |

| Pos.    | Construtor    | Pontos |
| ------- | ------------- | ------ |
| 1       | McLaren-Honda | 21     |
| 2       | Ferrari       | 9      |
| 3       | Benetton-Ford | 8      |
| 4       | March-Judd    | 4      |
| 5       | Arrows-Ford   | 4      |
| Fontes: |               |        |

- Nota: Somente as primeiras cinco posições estão listadas. Entre 1981 e 1990 cada piloto podia computar onze resultados válidos por temporada não havendo descartes no mundial de construtores.